# Busshotell

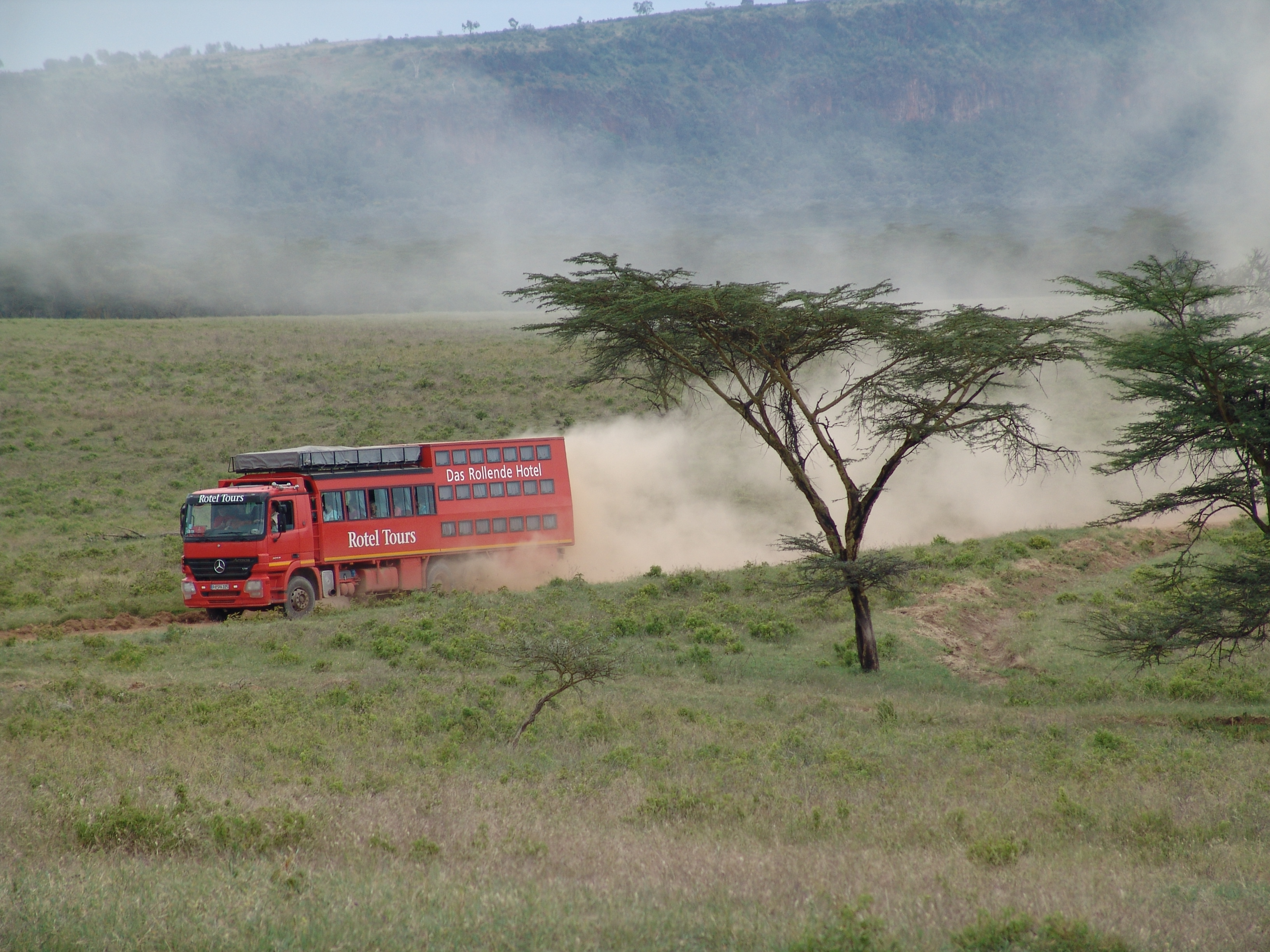
Hotellbuss på ett Mercedes-Benz Actros lastbilschassi i savannmiljö i Afrika

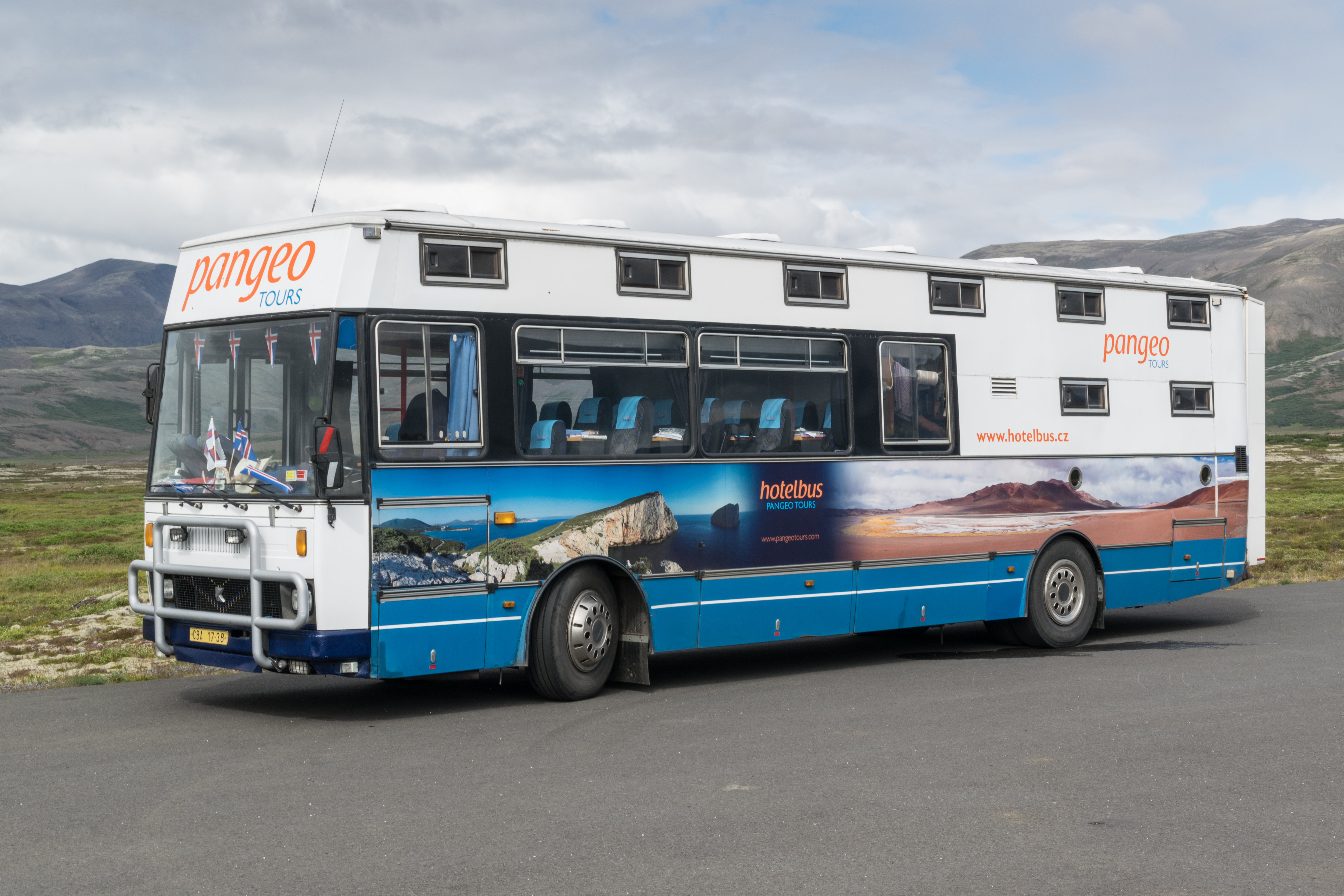
Hotellbuss på Island, byggd av Karosa

Busshotell är en buss eller bussliknande lastfordon, som fungerar som ett rullande hotell. Bussarna har plats för övernattning, med små sovhytter placerade på tvären, med fönster mot karossen ena långsida. Bussarna fungerar som flyttbara hotell för omkring 20–40 resenärer. De har varierande utseende: buss med sovbås i en konventionell busskaross eller lastbil med påbyggd passagerarkupé, eller fordonsekipage med släpvagn eller semitrailer med sovbås. Bussarna är utrustade kök och toalett och har som affärsidé att kunna köra turister till platser som annars är otillgängliga för övernattande turister. Resenärerna sitter i en vanlig busskupé under färd och övernattar i sovbåsen.
Den tyska researrangören Rotel Tours har varit pionjär för långturer med busshotell i stor skala. Företaget grundades av Georg Höltl (1928–2016) efter andra världskrigets slut 1945. År 1969 genomförde Rotel Tours den första resan genom Sahara med rullande hotell.
I Sverige har det 1972 grundade Rosa bussarna ett liknande koncept med bussresor med sovplatser i eller – eller ovanpå – fordonet.

## Bildgalleri

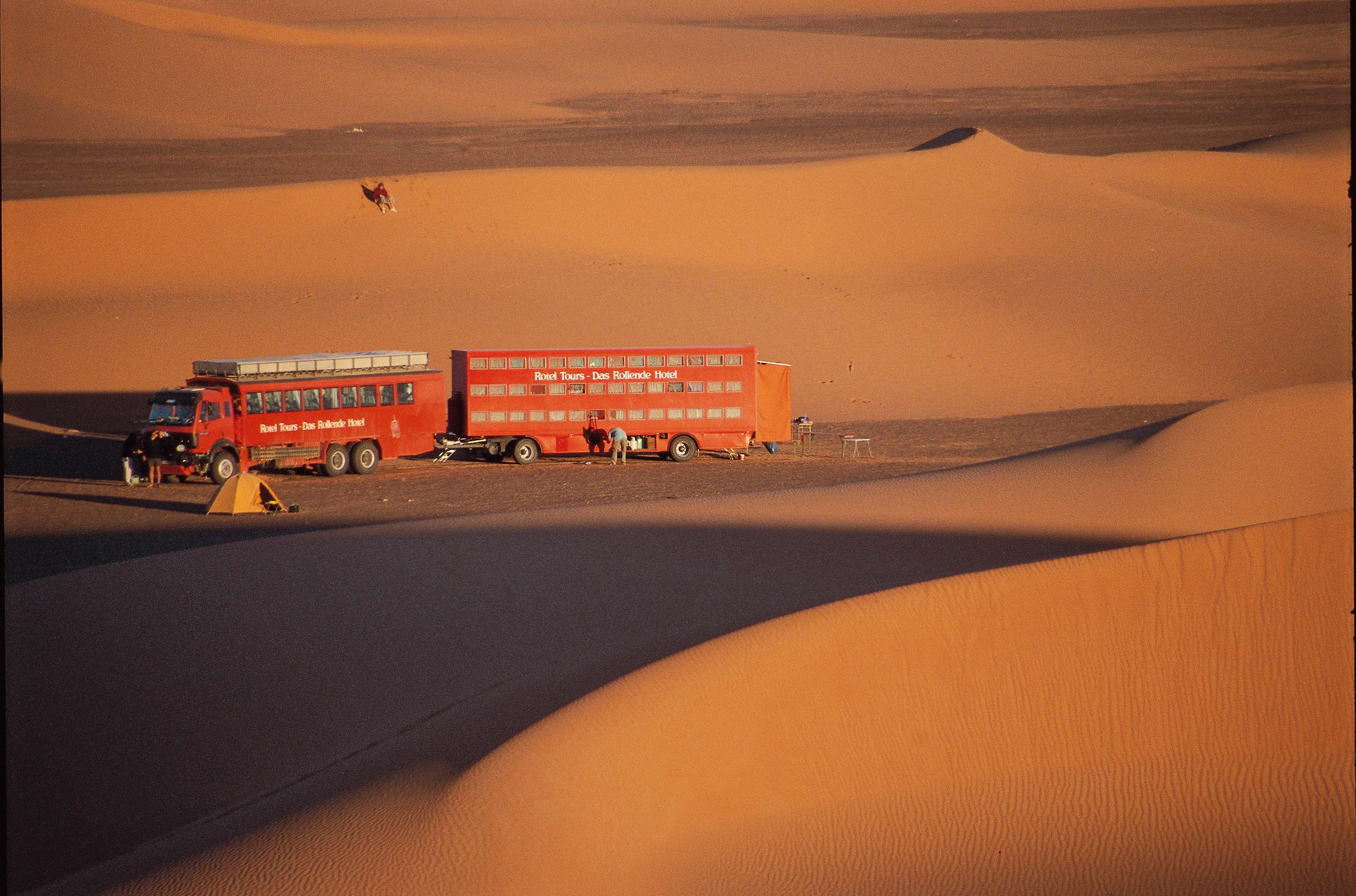
Påbyggd lastbil med sovhyttssläpvagn, i ökenmiljö
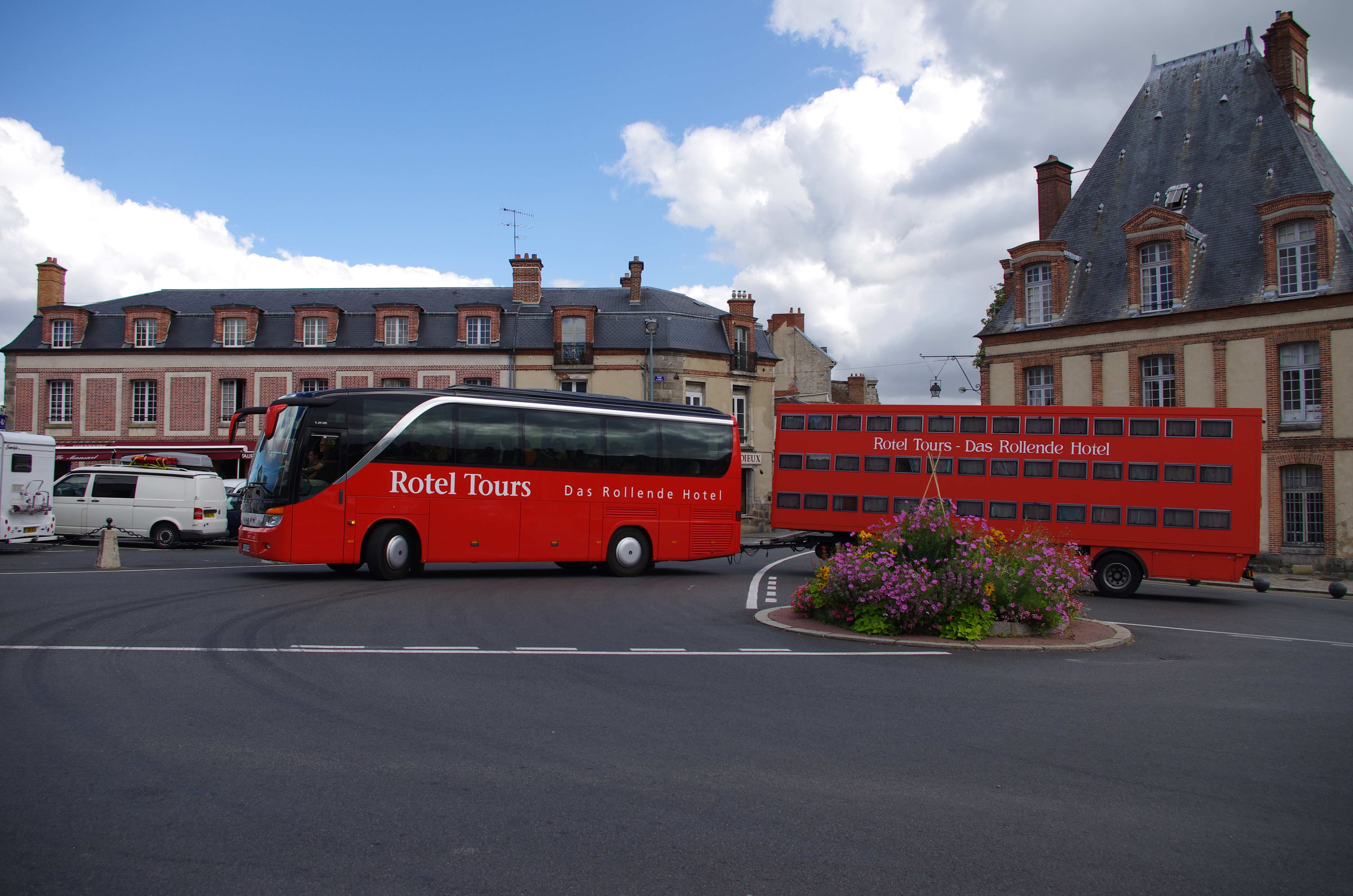
Hotellbuss i Fontainebleau i Frankrike
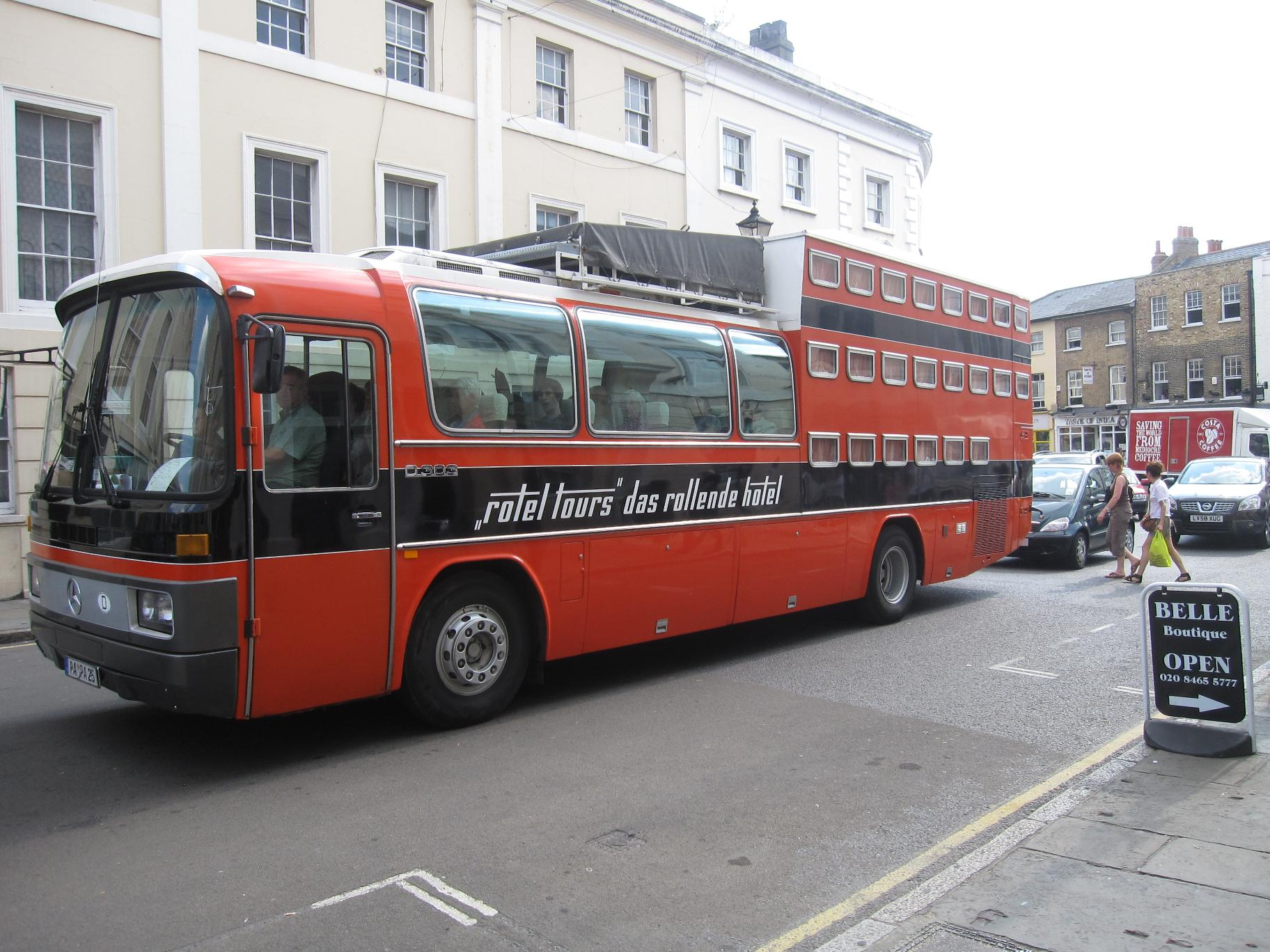
Hotellbuss på ett Mercedes-Benz-busschassi i Greenwich i London
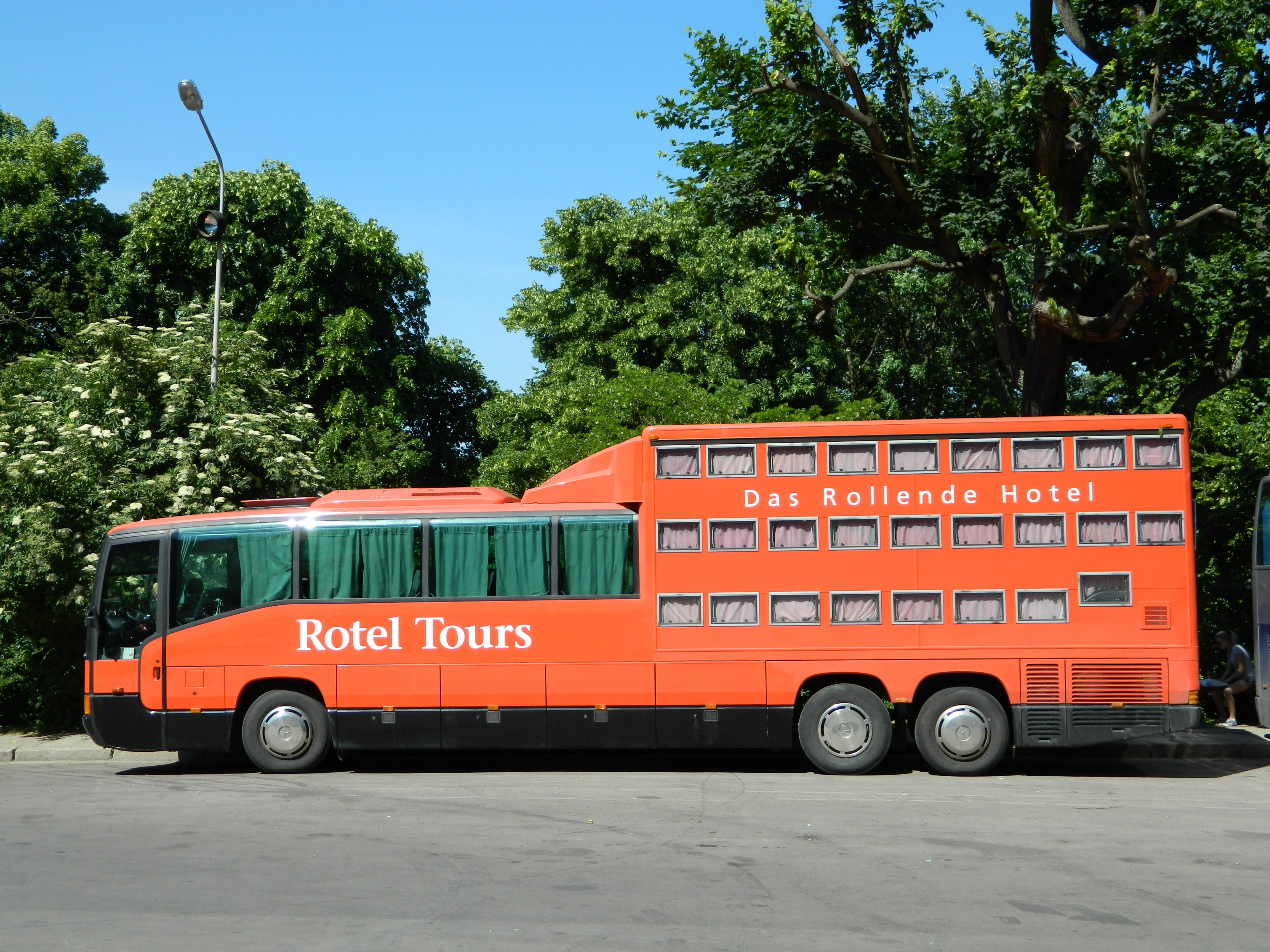
Rotel hotellbuss, Mercedes-Benz O 404